# سور مجرى العيون

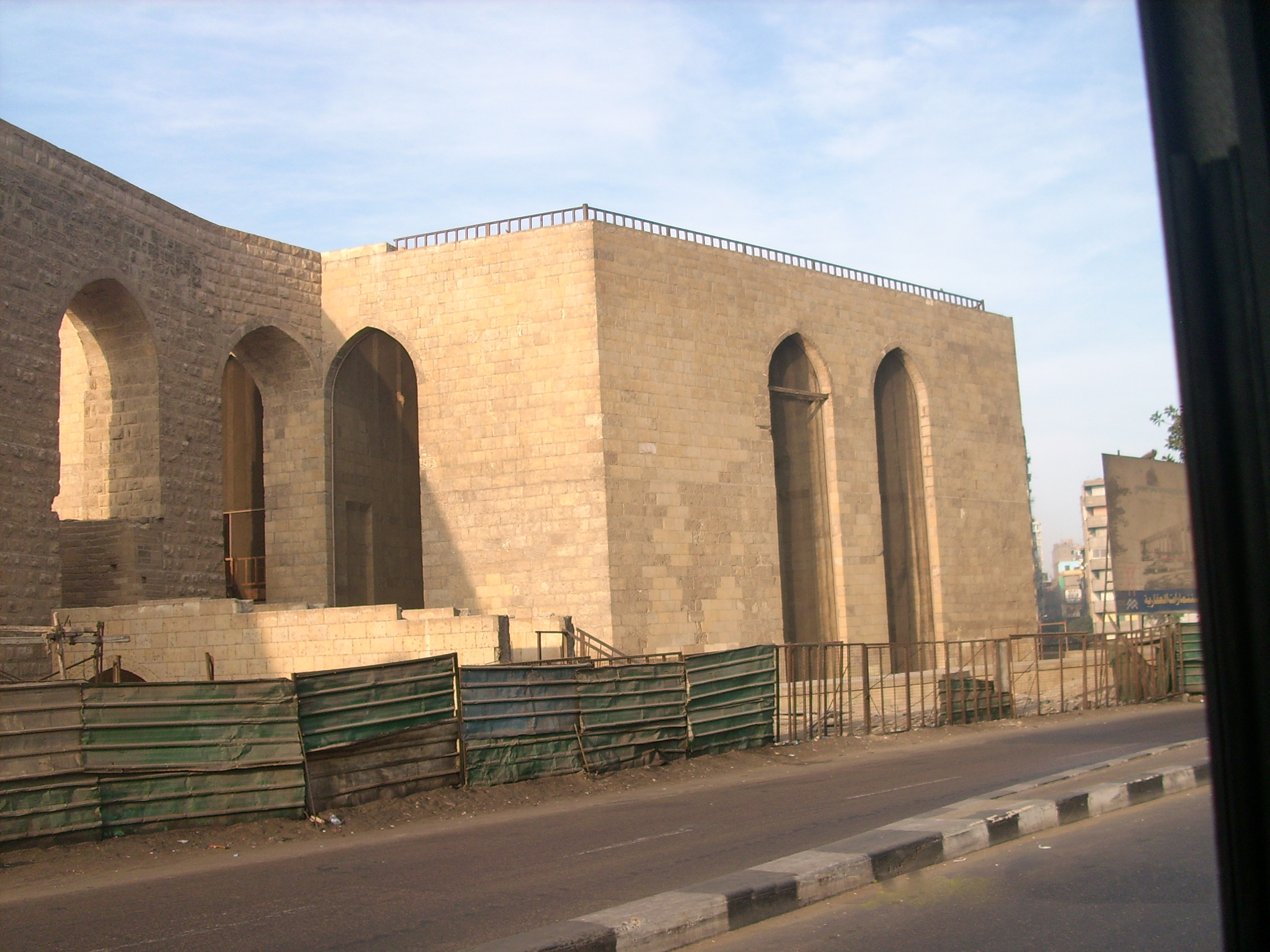
بداية سور مجرى العيون عند فم الخليج

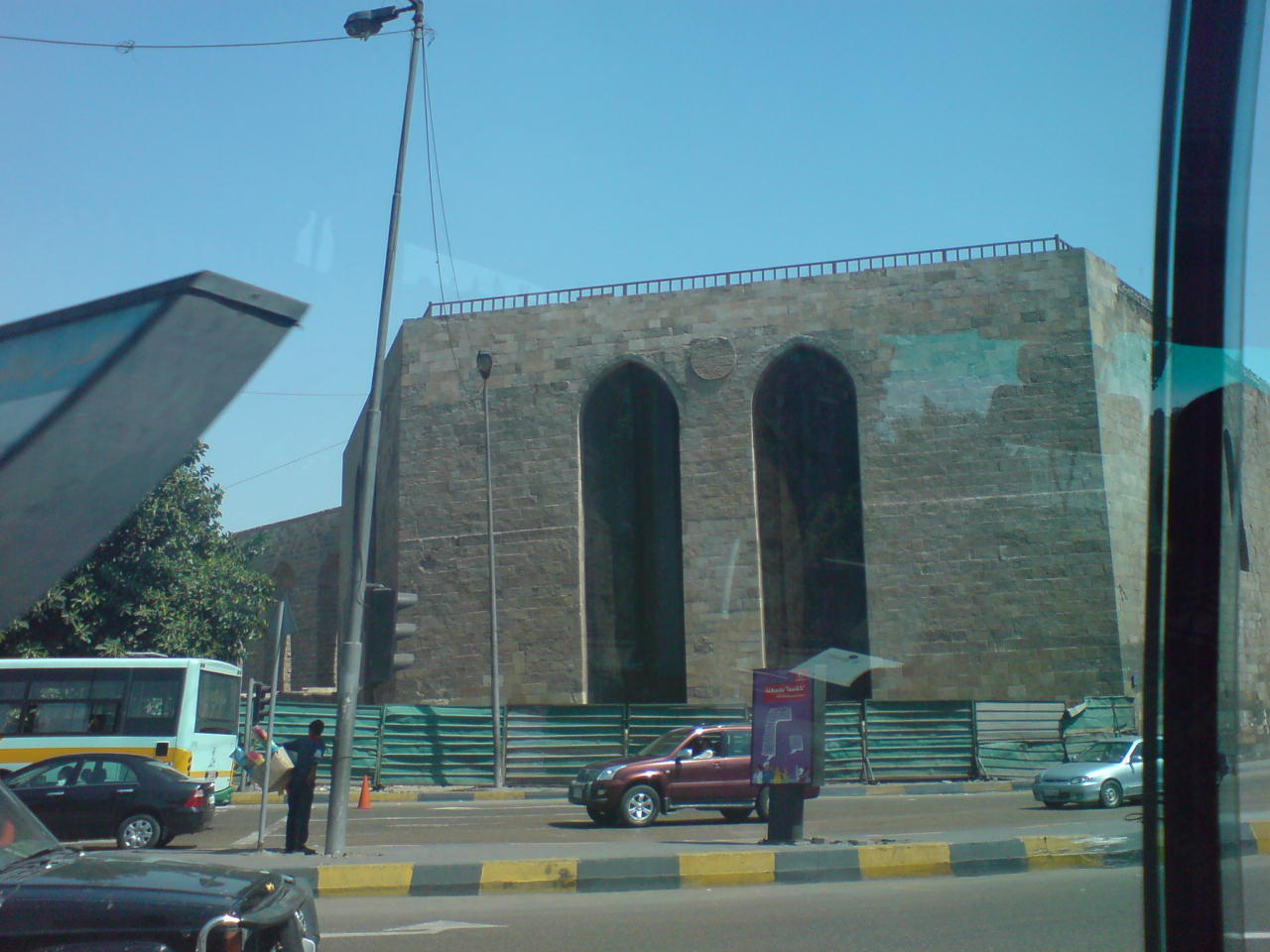
مجرى العيون

سور مجرى العيون أو قناطر قلعة القاهرة أو قناطر المماليك (بالعربية: سور مجرى العيون) هو نظام قنوات مائية في العصور الوسطى في القاهرة، مصر. تم تصميمه وبنائه لأول مرة خلال العصر الأيوبي (في عهد صلاح الدين وخلفائه) ولكن تم إعادة صياغته لاحقًا من قبل العديد من السلاطين المماليك لتوسيع توفير المياه لقلعة القاهرة. على الرغم من أنه لم يعد يعمل اليوم، إلا أن الكثير من هيكل القناة، بما في ذلك برج سحب المياه، لا يزال قائمًا. وسور يوجد في منطقة مصر القديمة ويبدأ من فم الخليج إلى باب القرافة بالسيدة عائشة.

## معلومات عن السور
يعرف سور مجرى العيون باسم قناطر المياه، وقام بإنشاء هذه القناطر السلطان الناصر صلاح الدين يوسف بن أيوب (صلاح الدين الأيوبي) مؤسس الدولة الأيوبية في مصر الذي تولى الحكم من سنة 565 هـ / 1169 م إلى سنة 589 هـ / 1193 م، ثم جددها السلطان الناصر محمد بن قلاوون تجديدا كاملا سنة 712 هـ - 1312 م، وأقام لها السلطان الغوري خلال حكمه مأخذا للمياه به ست سواق بالقرب من مسجد السيدة عائشة.
ولم يبق من القناطر العتيقة التي أنشأها صلاح الدين شيئا غير بقايا قليلة في بداية المجرى من ناحية القلعة مواجهة لمسجد السيدة عائشة، كان قد استغل فيها سور القاهرة الذي عمله وجعل مجرى المياه علوه أما القناطر الحالية فقد أعاد السلطان الناصر محمد بن قلاوون بنائها كاملة على مرحلتين، وقد أنشأ خلالهما أربع سواق على النيل بفم الخليج لرفع الماء من خليج صغير عند حائط الرصد الذي يعرف اليوم باسم اسطبل عنتر تجاه مسجد أثر النبى، وهو المبنى الذي حوله محمد على باشا أثناء حكمة إلى جبخانه للسلاح، وتتكون عمارة هذه القناطر من سور ضخم يمتد من فم الخليج حتى ميدان السيدة عائشة بعدما كان قديما حتى القلعة وقد بنى هذا السور من الحجر النحيت وتجري عليه مجراه فوق مجموعة ضخمه من القناطر (العقود) المدببة كانت تنتهى بصب مياها في مجموعة من الآبار الضخمة داخل القلعة، وفي عصر السلطان الغوري أقيم لهذه القناطر مأخذ مياه آخر به ست سواق بالقرب من السيدة نفسية لتقوية تيار المياه الواصلة منها إلى آبار القلعة.
يبدأ السور من ميدان فم الخليج وينتهي عند ميدان ومسجد السيدة عائشة، والسور يفصل بين منطقتين من جهة اليمين (حي مصر القديمة) ومن جهة اليسار (حي السيدة زينب).

## مشروع إحياء سور مجرى العيون

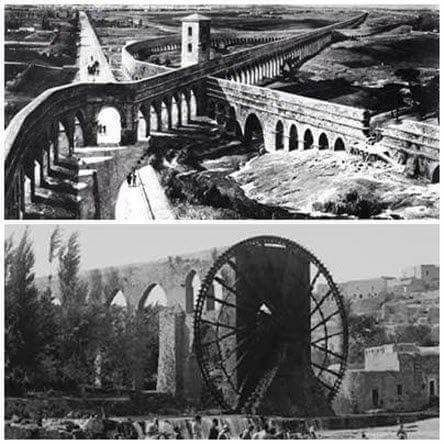
سور مجرى العيون عام 1940.

مشروع متكامل لتطوير سور مجرى العيون والمنطقة المحيطة به يتبناه جهاز التنسيق الحضاري بالمشاركة مع محافظة القاهرة وهيئة الآثار ووزارة السياحة. الهدف إعادة السور لسابق عهده كأقدم سور تاريخي ووضعه على خريطة السياحة العالمية. كان سور مجرى العيون قد مضى على إنشائه أكثر من خمسمائة عام. والحكومة تعمل وفق نظام متناغم لتطوير السور لأن التعديات كبيرة والمخالفات تتزايد يومًا بعد يوم.
يشمل المشروع ترميم الأجزاء المتهدمة وإحياء السواقي الإضاءة بالليزر وإقامة الحدائق والاستراحات والكباري المعلقة إلى جانب مرسى على النيل يربطه بالمناطق السياحية الأخرى.
على مدى السنوات السابقة تحول سور مجرى العيون إلى مقلب للقمامة وحظائر للحيوانات وأصبح غير موجود على الخريطة السياحية. ومنذ سنوات قام المجلس الأعلى للآثار بترميمه بتكلفة وصلت لعدة ملايين من الجنيهات لكن امتدت يد الإهمال إليه من جديد حتى تبنى الجهاز مشروعًا لإعادة السور لسيرته الأولى. وكان لابد من إزالة تلال القمامة والمخلفات عن جانبي السور لكنها سرعان ما تعود. لذلك اتخذ المشروع بعدًا جديدًا بضرورة الارتقاء بالمنطقة المحيطة بالسور حتى تكون خط الدفاع الحقيقي لحماية السور من الملوثات والاعتداء عليه.
يهدف المشروع لتحويل المنطقة إلى منطقة سياحية وثقافية بإقامة محلات للحرف اليدوية والمنتجات الجلدية إلى جانب المطاعم والمقاهي وتمليكها لأهالي المنطقة التي ستضم أيضًا قاعات للعروض الثقافية والحفلات. وستتولى إدارة خاصة للأمن حفظ الأمن مع تخصيص إدارة للنظافة يشارك فيها الأهالي.
التطوير سيشمل بداية السور على النيل حيث توجد السواقي التي كانت ترفع المياه عبر السور إلى القلعة وهي إنشائيًا مجهزة بطريقة سابقة إعادة الحياة للمنطقة المحيطة بالسور بأسس ومعايير التنسيق الحضاري.

## تاريخ

### القناة الأيوبية
كانت قلعة القاهرة عبارة عن مجمع محصن ضخم ومقر إقامة ملكي بدأه صلاح الدين (صلاح الدين) عام 1176 م، وعلى الأرجح انتهى به الكامل في بداية القرن الثالث عشر. كانت القلعة محور نظام دفاعي شامل جديد للقاهرة والذي تضمن بناء سور طويل حول كل من القاهرة ومدينة الفسطاط القديمة وربطها بالقلعة. كما طور صلاح الدين، أو أحد خلفائه الأيوبيين، فكرة جلب المياه من النيل إلى القلعة عن طريق بناء قناة على طول الجزء العلوي من هذا الجدار. بدأت القناة من الطرف الغربي للجدار بالقرب من الفسطاط (على شاطئ النيل)، حيث تم رفع المياه من خلال سلسلة من نواعير المياه، وامتدت من هناك إلى القلعة. من المحتمل أن يكون هذا المشروع قد نفذ أو أنهى من قبل الكامل (على الرغم من أن المسار الكامل للجدار الدفاعي الذي تصوره صلاح الدين لم يكتمل أبدًا). تم بناء نظام القنوات هذا بالإضافة إلى البئر الحلزوني الشهير الذي بناه صلاح الدين (المعروف أيضًا باسم بير يوسف) داخل القلعة، والذي يمكن أن يوفر المياه في أوقات الحصار في حالة قطع القناة.

### أول قناة مائية مملوكية تحت حكم الناصر محمد
خلال الفترة المملوكية، تم تطوير القلعة من قبل السلاطين المتعاقبين لتصبح مجمعًا أكثر تفصيلاً، مع مباني أكثر طموحًا. على وجه الخصوص، في عهد السلطان الناصر محمد في أوائل القرن الرابع عشر، تم توسيع القلعة وبُنيت العديد من القصور والمعالم الهامة داخلها وحولها. في عام 1311 أو 1312، أمر الناصر محمد بتجديد وتحسين قناة القلعة. من المحتمل أن يكون سلفه وشقيقه، سلطان الأشرف خليل، مسؤولين عن بناء برج سحب المياه، لكن من المرجح أنه قُتل قبل أن يتمكن من فعل المزيد. أنجز الناصر المشروع.
كان برج السحب يقع على شاطئ النيل في المنطقة المعروفة الآن باسم فم الخليج، شمال الفسطاط (أو «القاهرة القديمة» اليوم) وإلى الشمال أبعد من جدار وقناة العصر الأيوبي. برج السحب سداسي الأضلاع ويحتوي على أربع نواعير (ساقية) ترفع المياه إلى أعلى البرج، ومن هناك تتدفق على طول مجموعة من القنوات على طول القناة. على طول الطريق، بنى الناصر برجًا آخر بثلاث نواعير أخرى لرفع المياه إلى مستوى أعلى، وبعد ذلك استمر في الجري على طول قناة حتى وصل إلى سفح القلعة، وعند هذه النقطة تم رفعه مرة أخرى بواسطة نواعير في برج آخر. من هذا البرج الأخير، دخلت المياه بعد ذلك إلى القلعة وإلى خزان يُعرف باسم بئر الصعب السواقي («بئر النواعير السبع»)، داخل الضميمة الجنوبية للقلعة (بالقرب من منطقة الحريم) والجنوب الغربي. من بئر صلاح الدين الحلزوني الشهير. من هذا الخزان، تم توزيع المياه عن طريق شبكة تحت الأرض على باقي المباني في القلعة. تتكون القناة نفسها من قناة محمولة على طول الجزء العلوي من أرصفة وأقواس حجرية كبيرة، تمتد لمسافة كيلومتر ونصف تقريبًا شرقاً قبل أن تتحول إلى الشمال الشرقي، وبعد نصف كيلومتر تنضم القناة إلى القناة القديمة التي كانت شيدت على طول الجزء العلوي من سور مدينة صلاح الدين. أدى هذا النظام الجديد إلى زيادة كمية المياه التي تم إحضارها إلى القلعة، مما سمح للنصر محمد بتنفيذ مشاريعه الإنشائية الكبرى في القلعة، مثل مسجده والقصر الكبير المعروف باسم قصر الأبلق («القصر المخطط»).

### ترميمات مملوكية لاحقة في عهد الغوري
في عام 1480، أجرى السلطان قايتباي إصلاحات رئيسية في القناة. والأهم من ذلك، شرع السلطان الغوري في إصلاحات شاملة لنظام القنوات المائية في الفترة من 1506 إلى 1508. قام بتوسيع أو إعادة بناء برج سحب المياه، وزيادة عدد نواعير الماء من 4 إلى 6، ووضع شعاره على جدران البرج. الفتحات المقوسة الطويلة في الجوانب الغربية من البرج، كما نرى اليوم، هي المكان الذي كانت فيه النواعير ذات يوم. في الجزء العلوي من البرج كانت هناك عجلات أخرى تدور بواسطة الثيران لتشغيل نواعير الماء الموجودة بالأسفل. كما أعاد الغوري بناء العديد من أقواس القناة، ونُسب إليه قسم القناة الأقرب إلى النيل.

### القناة بعد العصر المملوكي
استمر استخدام القناة خلال الفترة العثمانية، لكنها سقطت في الإهمال أثناء الاحتلال الفرنسي لمصر من قبل نابليون بين عامي 1798 و 1801 عندما تم تكييف برج سحب المياه لاستخدامه من قبل الفرنسيين كحصن. توقف نظام قنوات المياه بشكل نهائي عن توفير المياه للقلعة في القرن التاسع عشر، ربما في وقت متأخر من عام 1872 عندما تم ملء قناة الخليج أثناء بناء القاهرة الجديدة «الحديثة» في عهد الخديوي إسماعيل. في القرن العشرين، فقدت أجزاء من القناة أو دمرت بسبب الترميم والإنشاءات الحديثة؛ على وجه الخصوص، اختفى الجزء الأخير من القناة بالقرب من القلعة.
لا يزال من الممكن رؤية الكثير من مسار القناة، باستثناء الجزء القريب من القلعة، حتى يومنا هذا، كما يمكن رؤية برج سحب المياه الضخم السداسي من تجديدات الغوري. عانى النصب التذكاري من الإهمال والتعديات الحديثة، لكنه خضع لبعض الترميم والإصلاحات في العقد الأول من القرن الحادي والعشرين. اعتبارًا من عام 2018، هناك أيضًا خطط لإعادة تطوير وتجديد المنطقة المحيطة بالقناة لتسليط الضوء عليها كنصب تراثي.

## مشكلة المنطقة المحيطة بالسور
إن المنطقة المحيطة بالسور لا تتناسب مع طبيعة السور كأثر بعدما تحولت الأرض الفضاء يمين ويسار السور لمقالب قمامة وتداخلت حركة المشاة والسيارات. ويشمل المشروع إضاءة السور باستخدام أشعة الليزر ليظهر السور كتحفة فنية وللتغلب على الجزء المتهدم فوق شارع صلاح سالم سيتم استخدام التكنولوجيا الحديثة لعمل خداع بصري ليظهر وكأن المياه تتدفق منه في اتجاه القلعة.
سور مجرى العيون أحد أهم معالم القاهرة الإسلامية. شيده السلطان الغوري قبل نحو 800 عام بهدف مد قلعة صلاح الدين بالمياه عن طريق رفع مياه النيل بالسواقي إلى مجرى السور، بحيث تجري المياه إلى أن تصل إلى القلعة. وكانت القلعة مقر الحكم في مصر منذ العصر الأيوبي (وانتقل المقر بعد ذلك إلى قصر عابدين).

## معرض صور

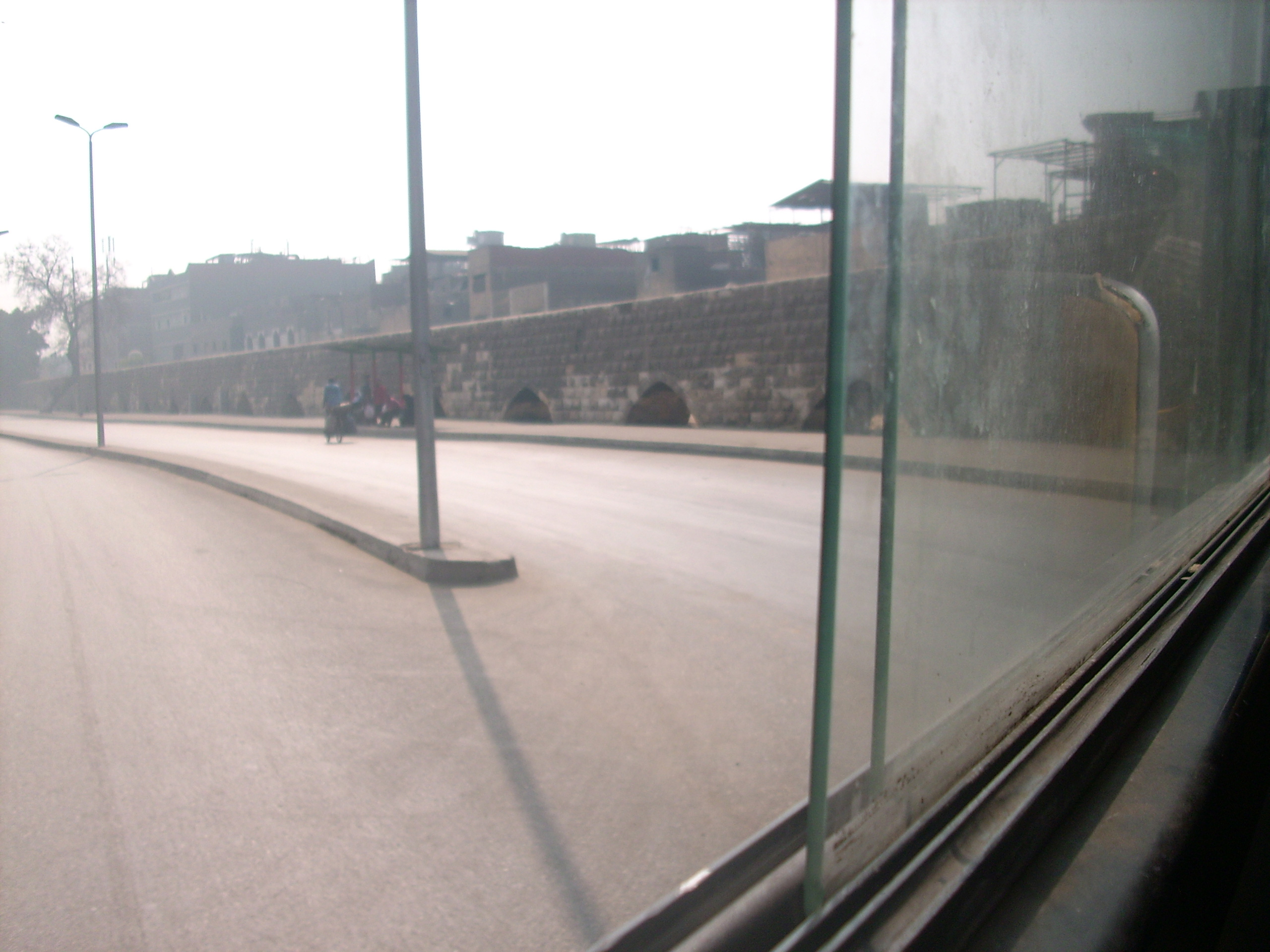
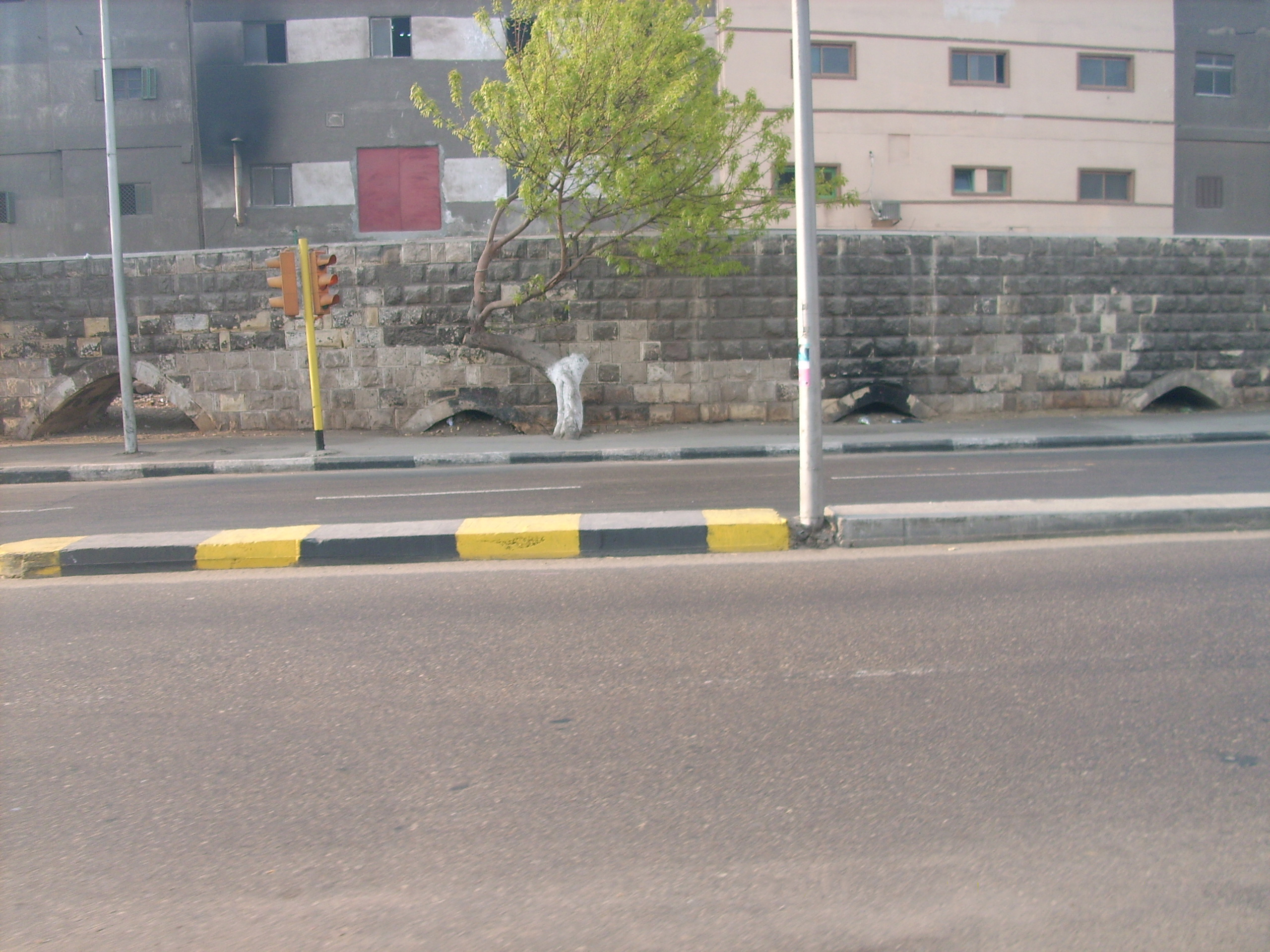
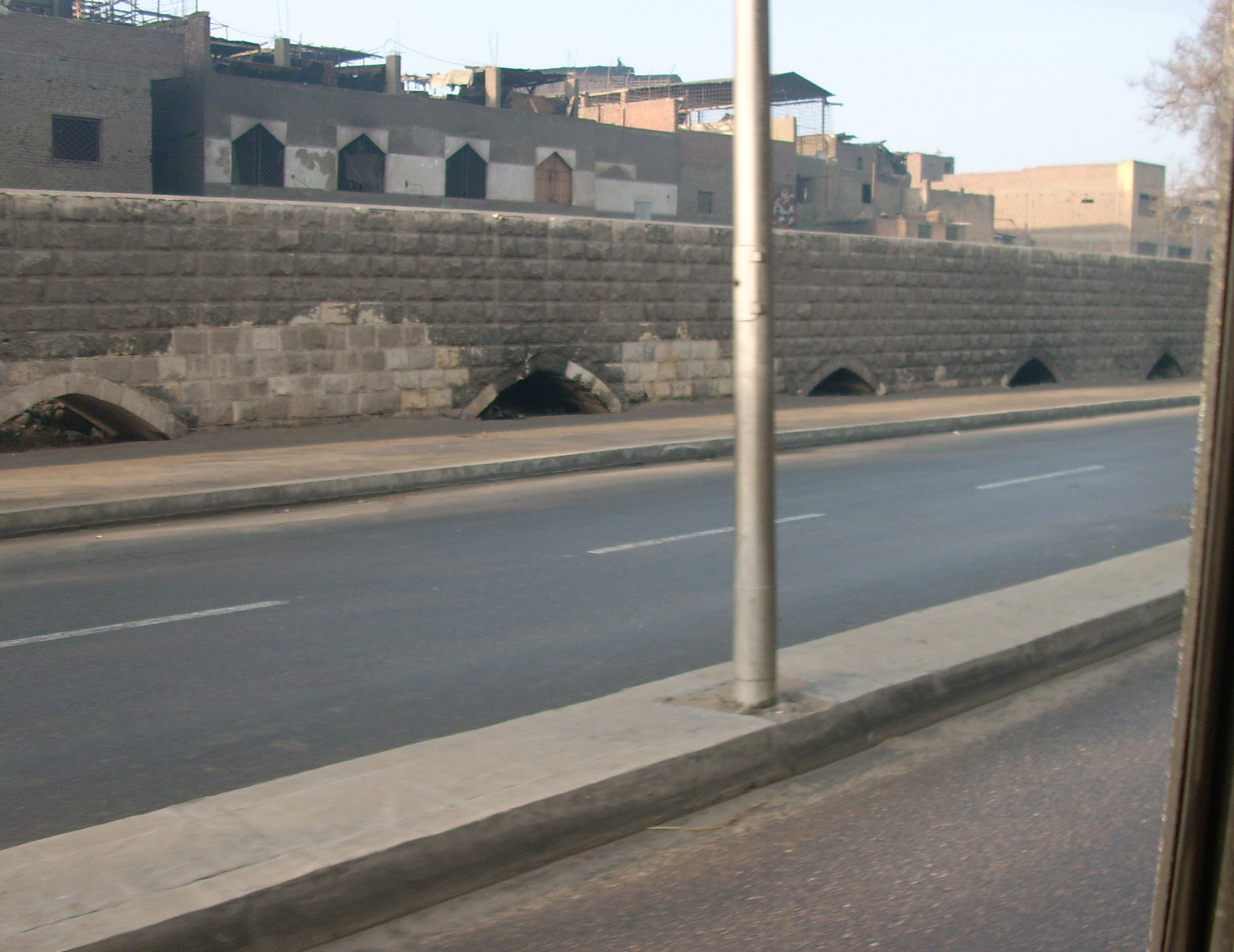
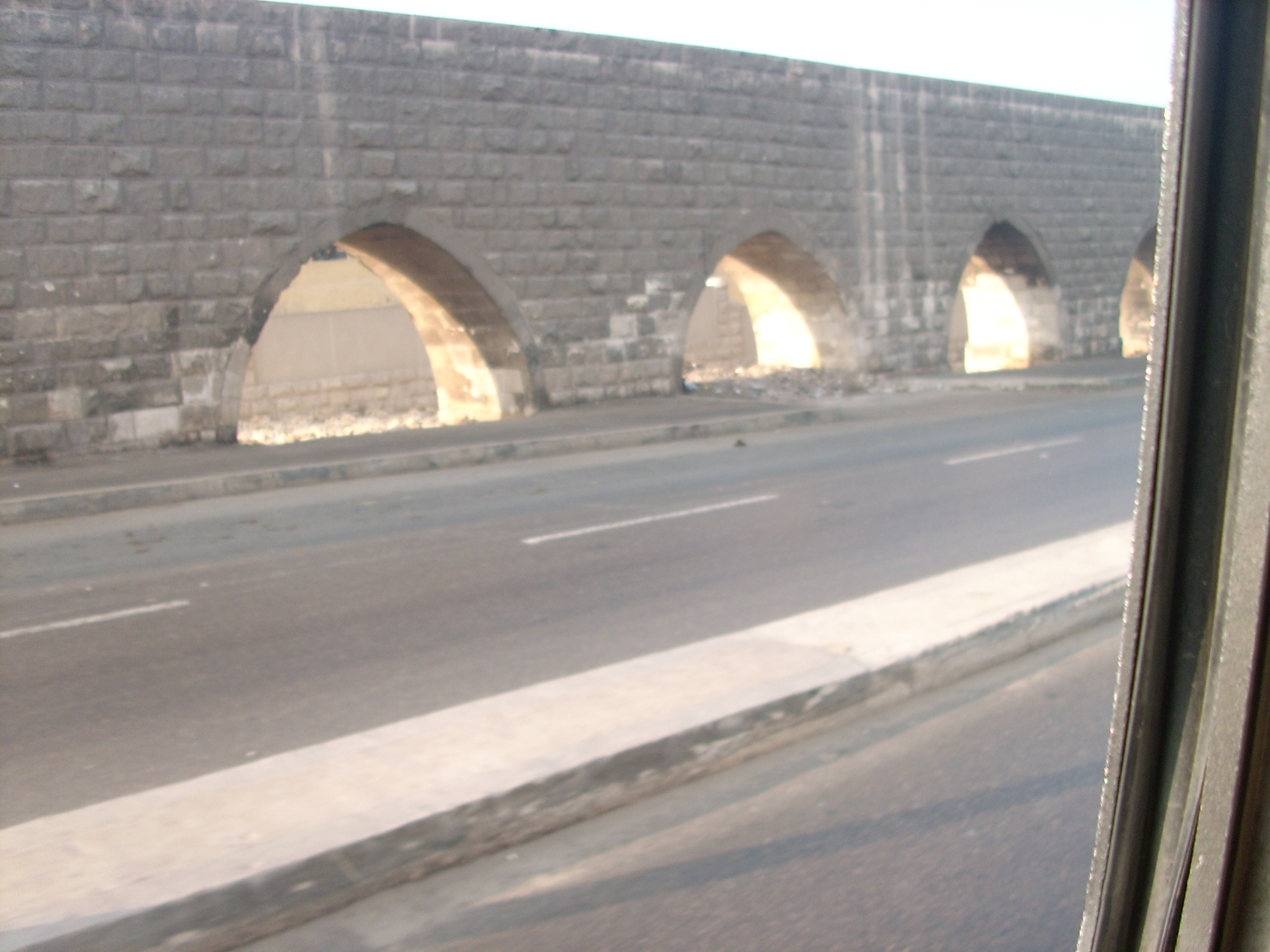
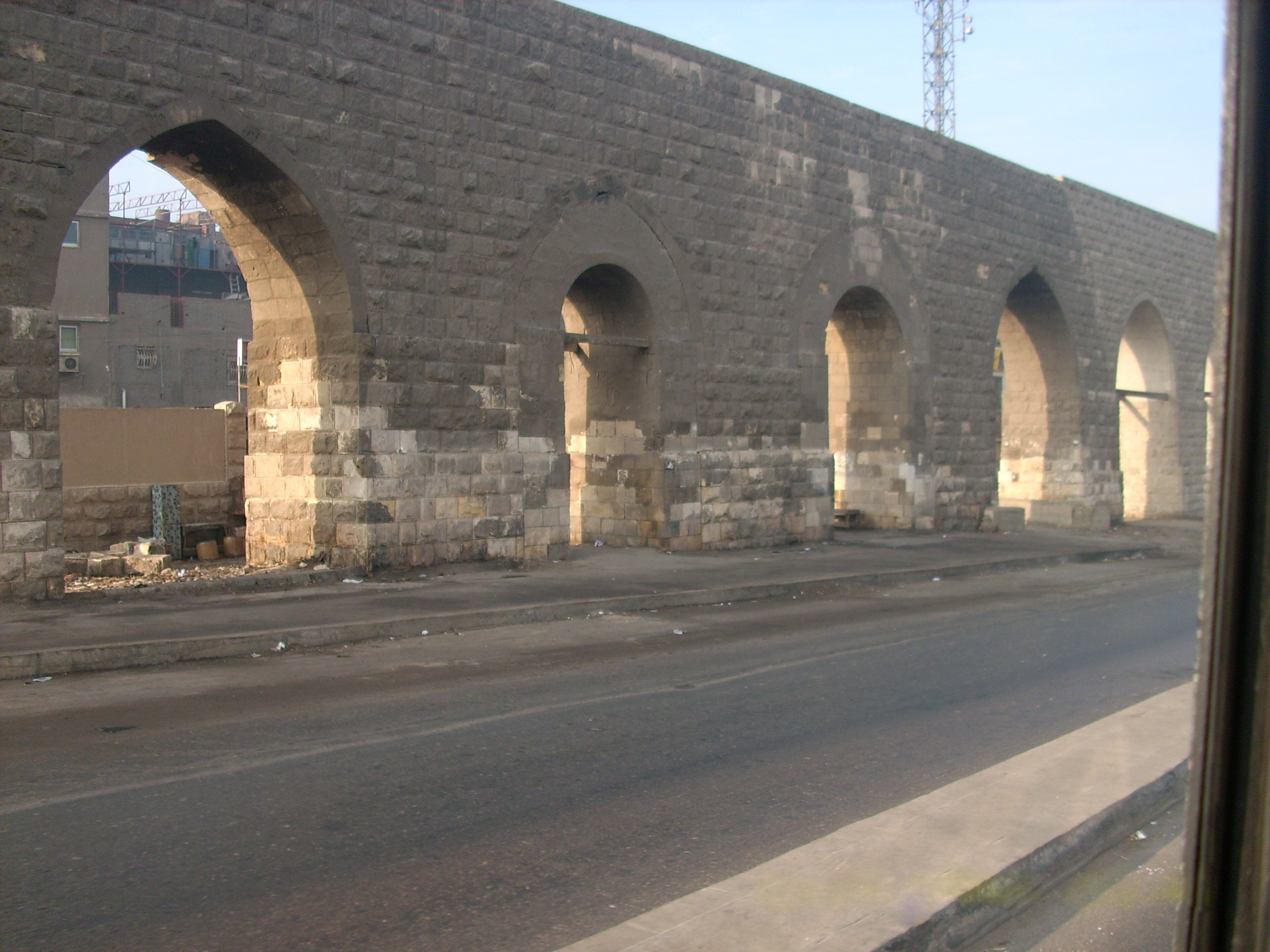
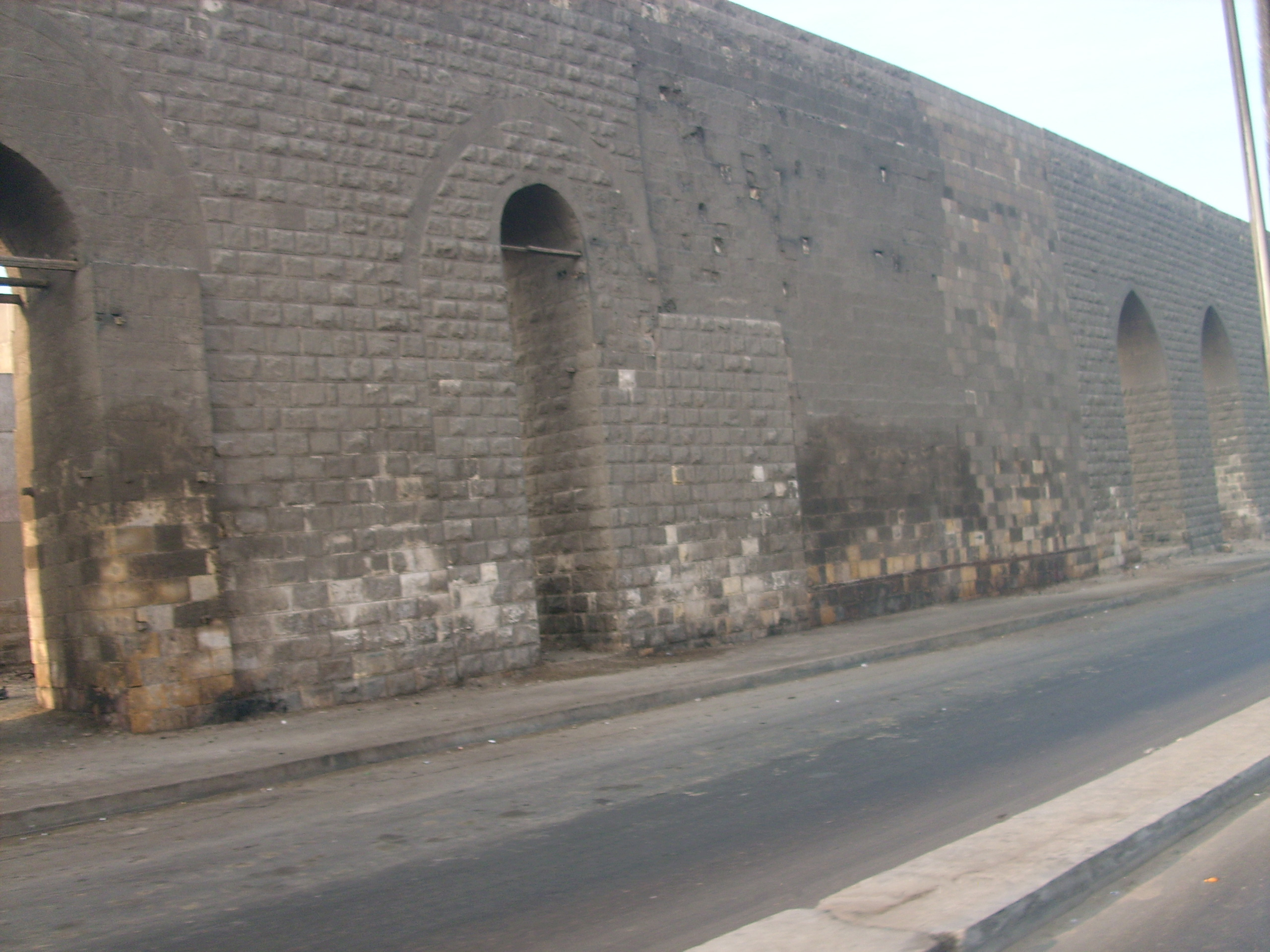
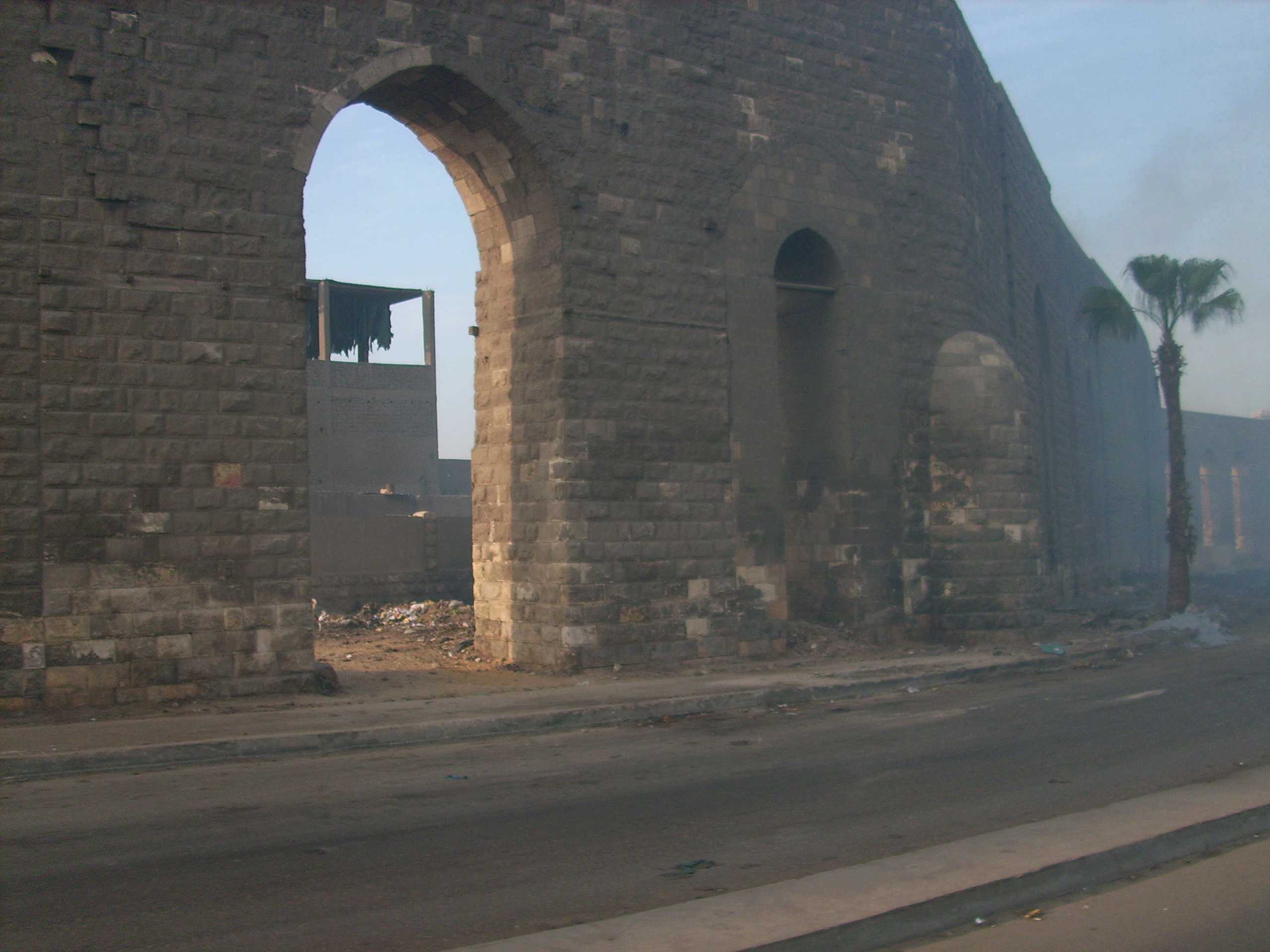
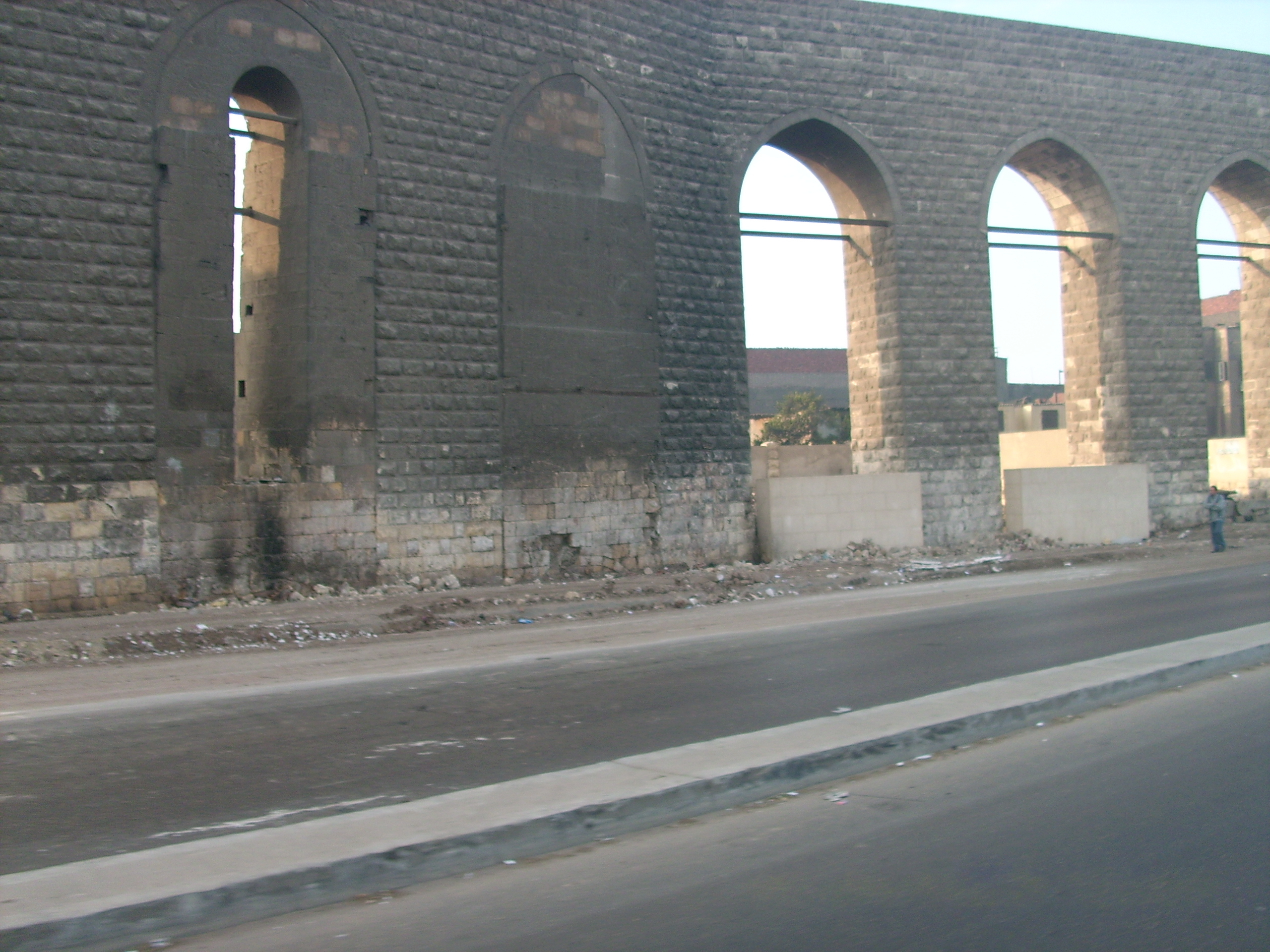
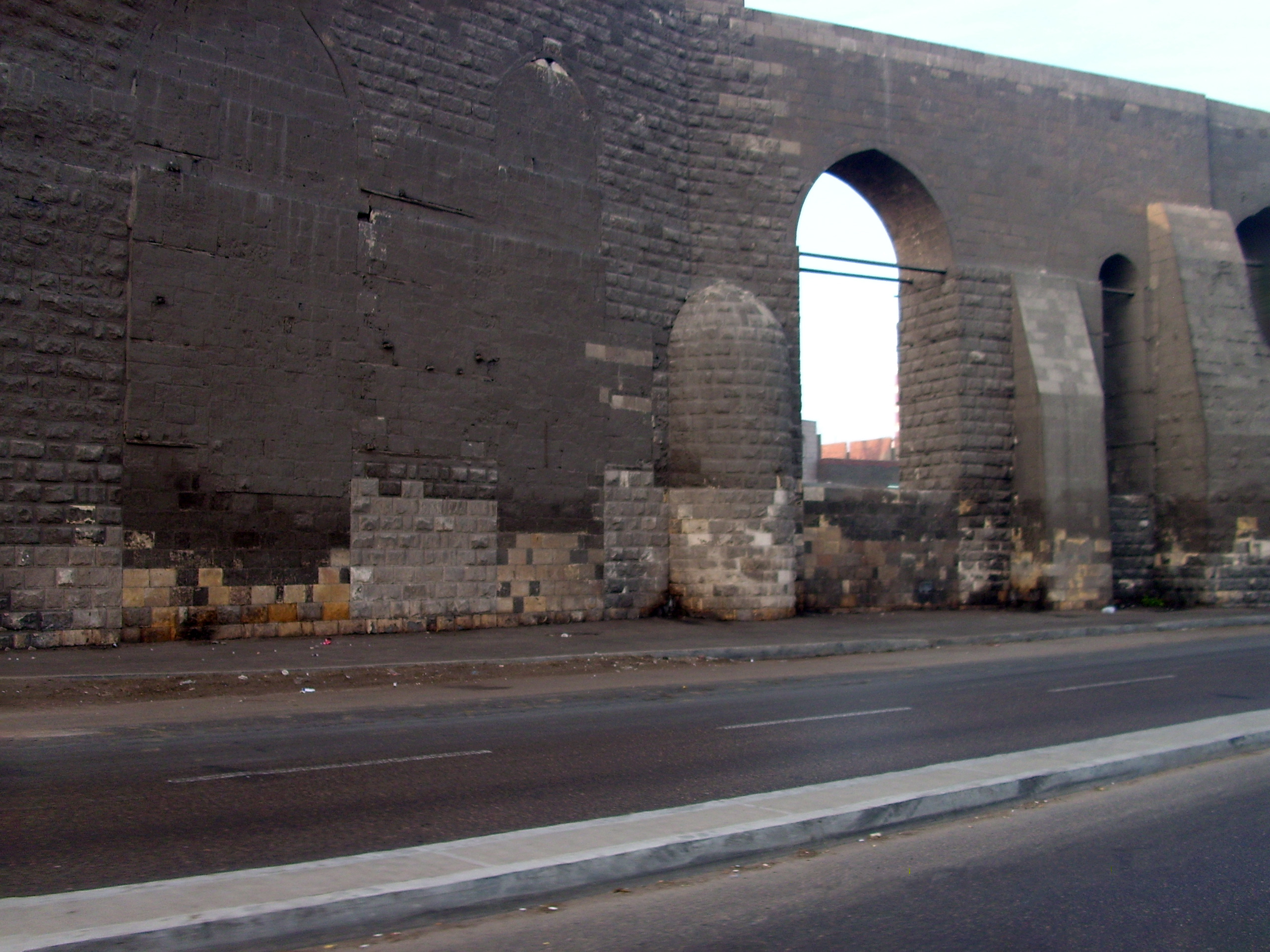
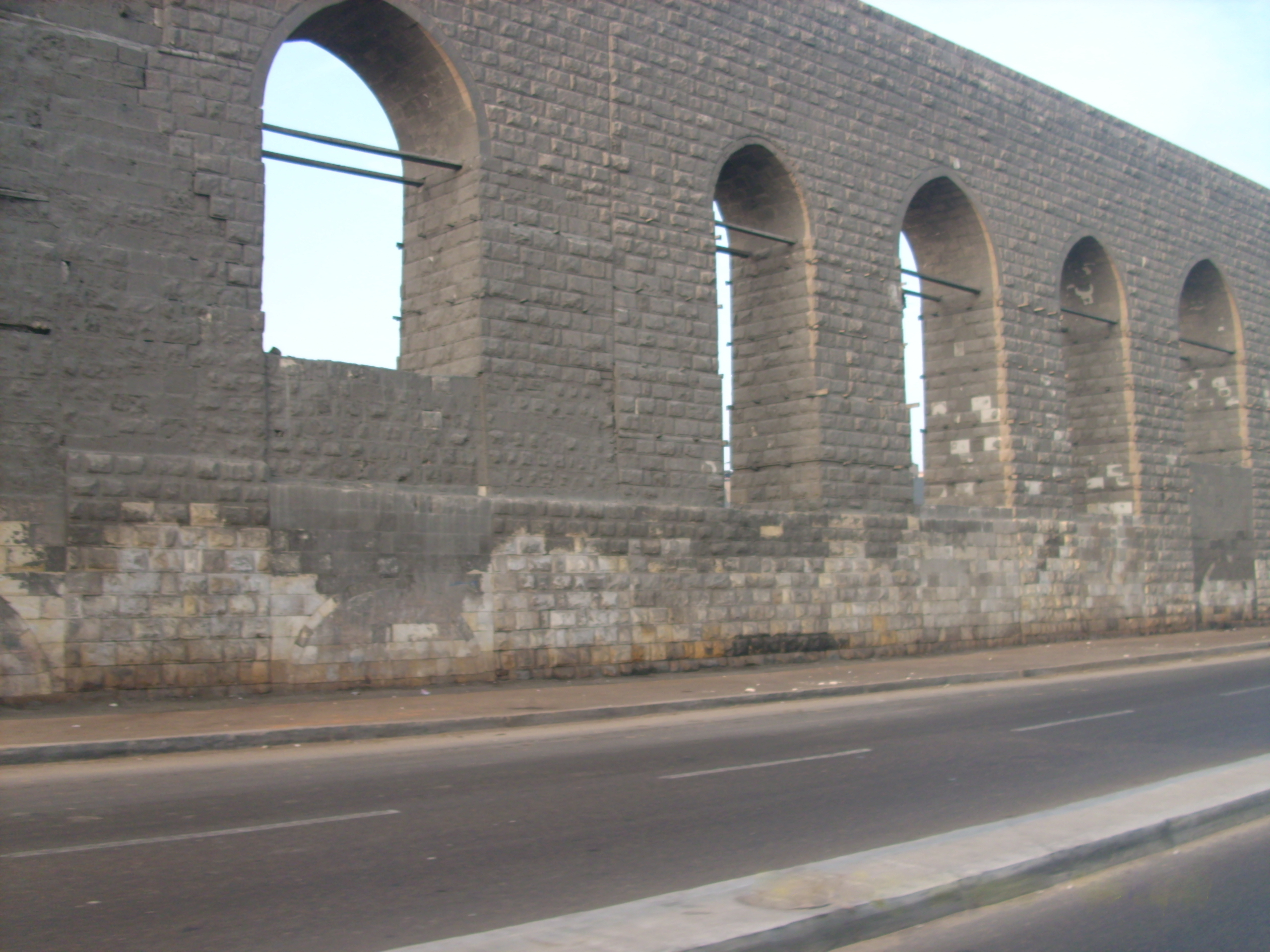
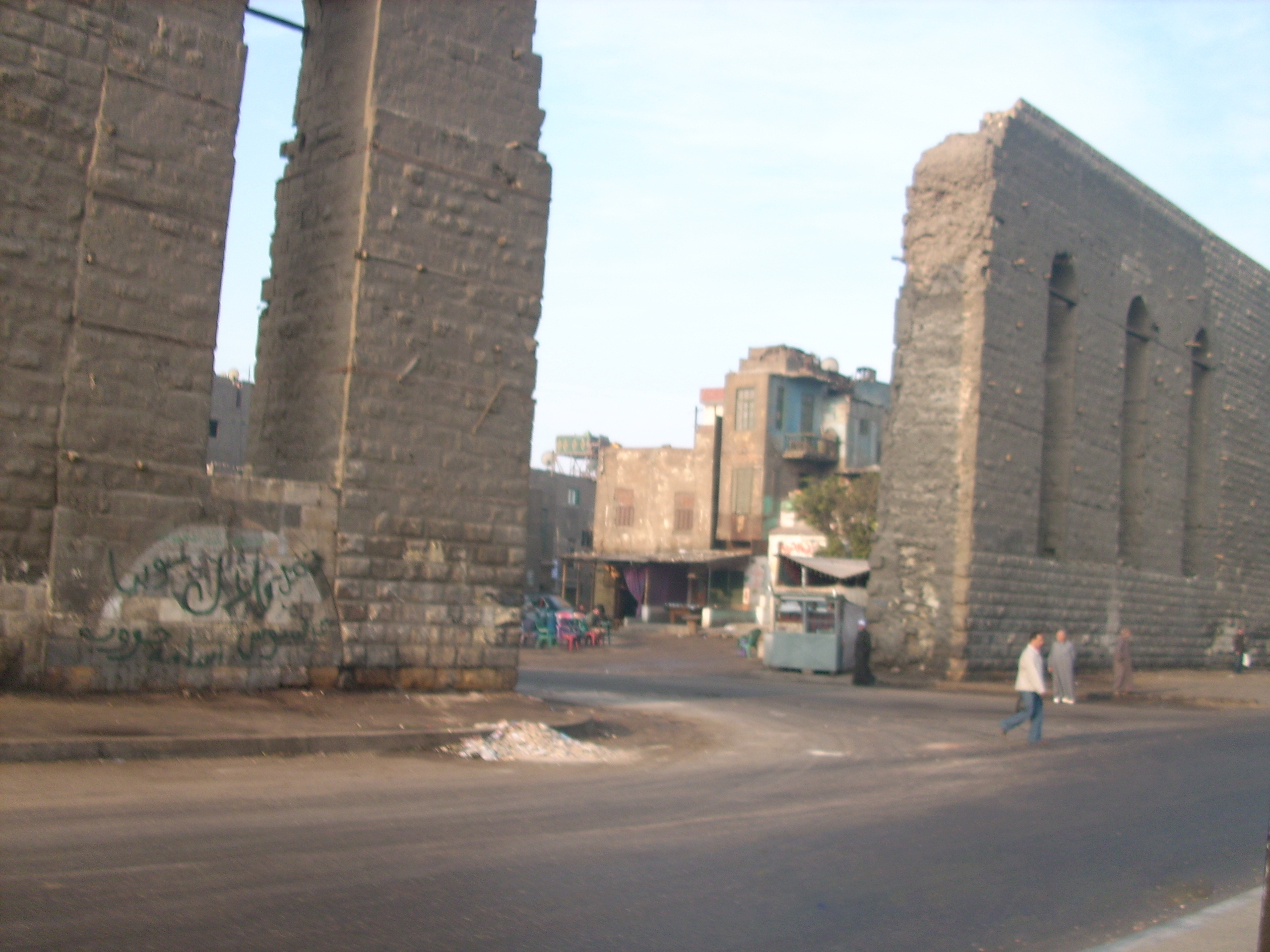
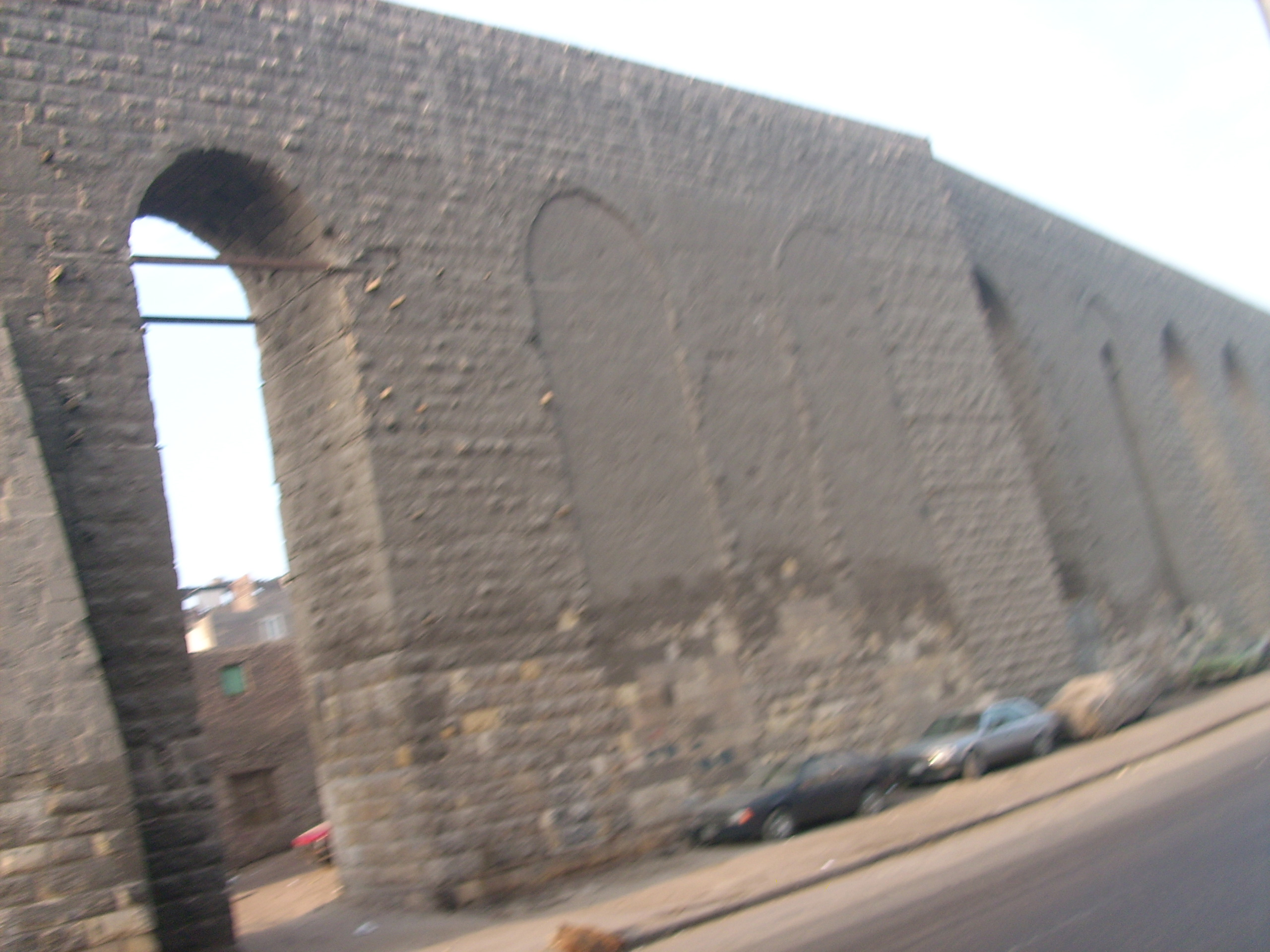
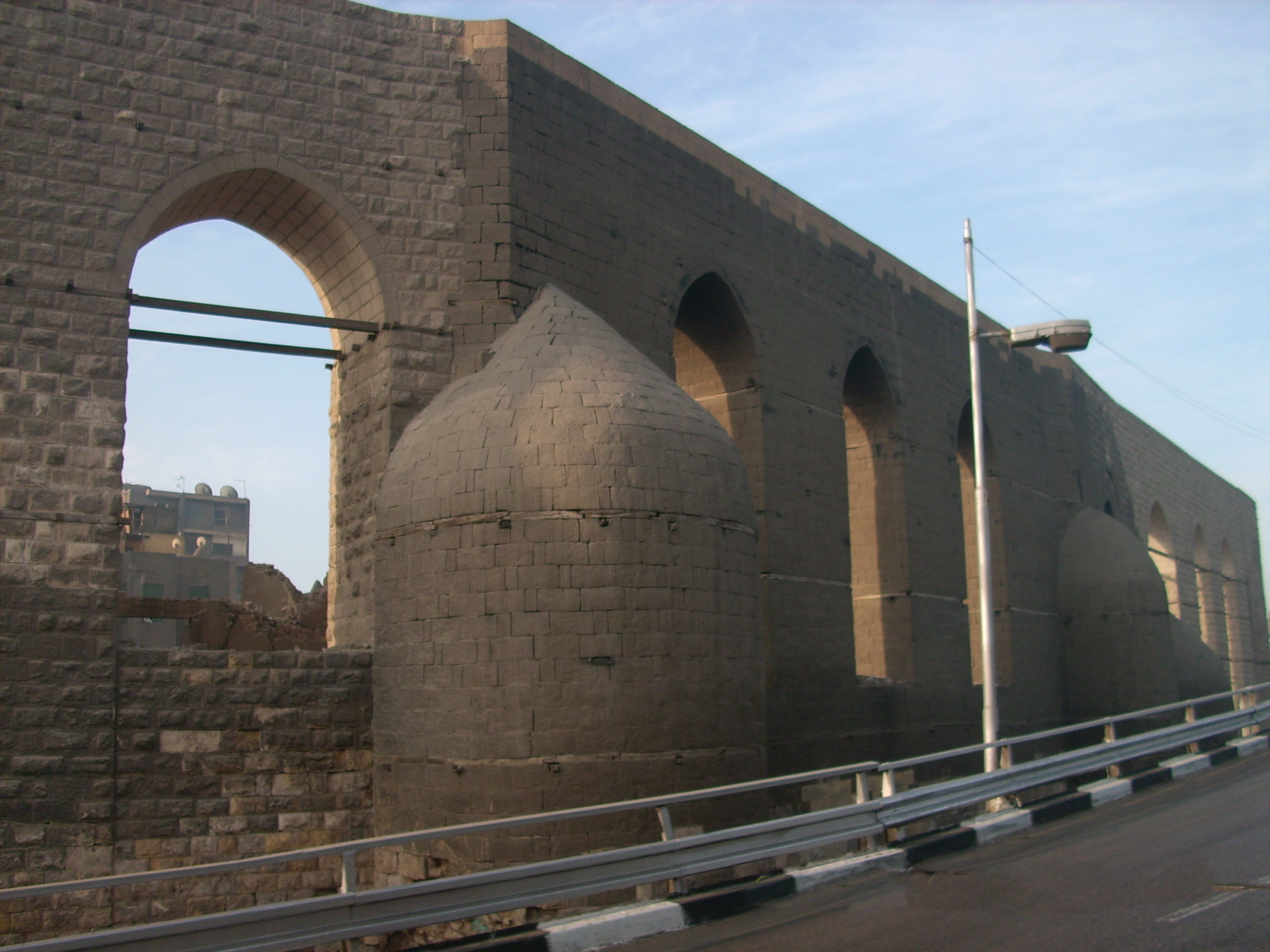
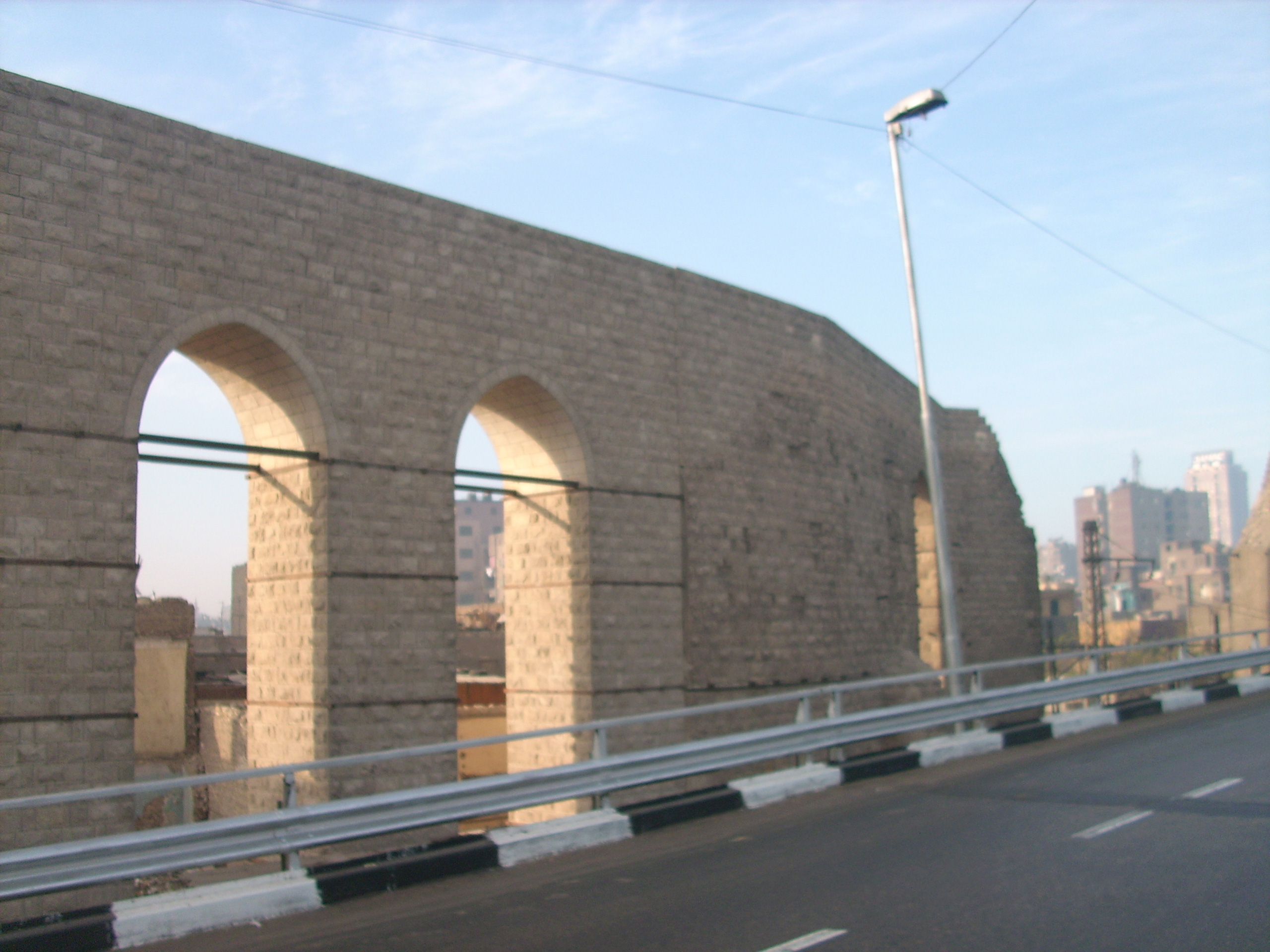
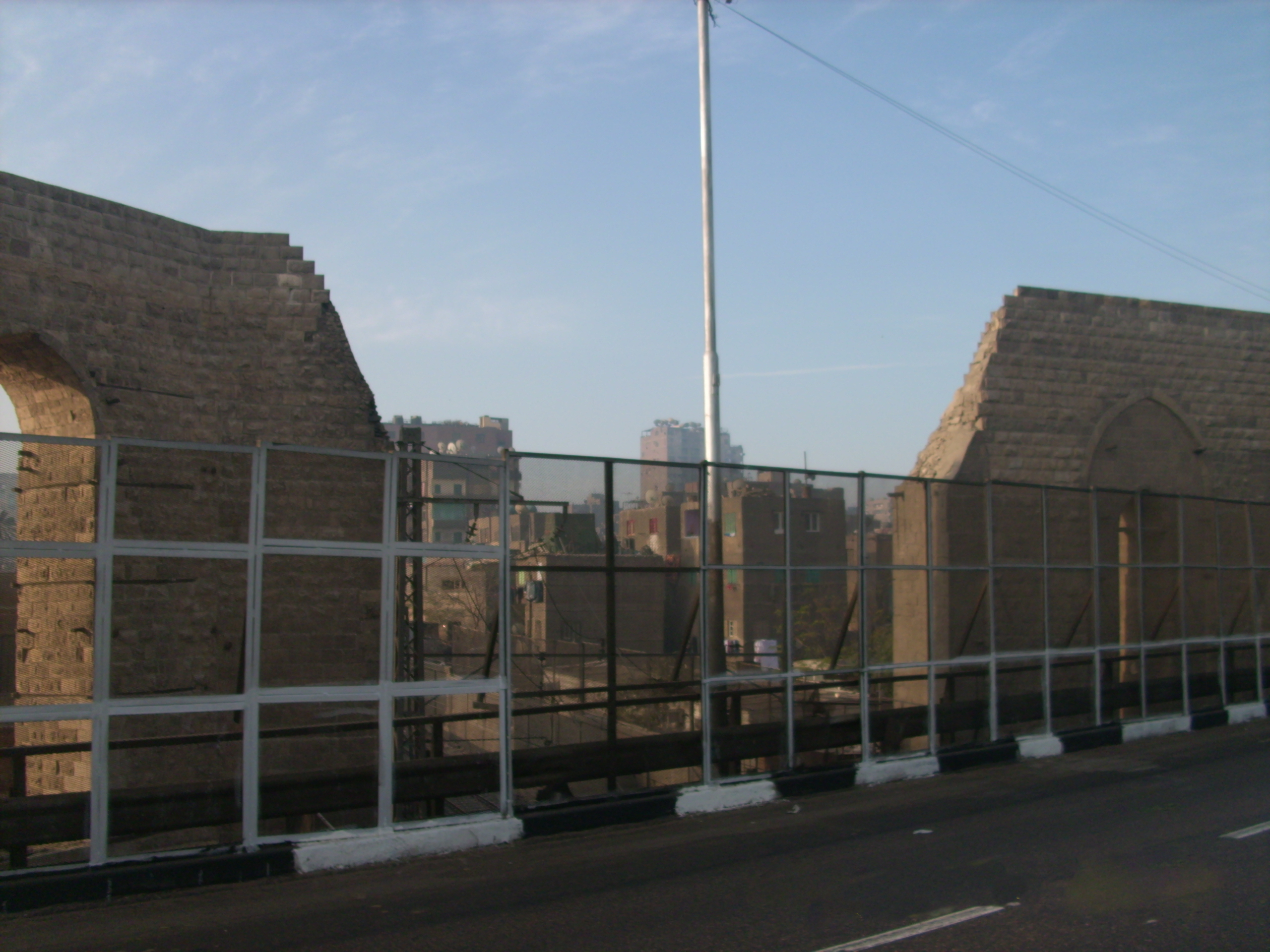
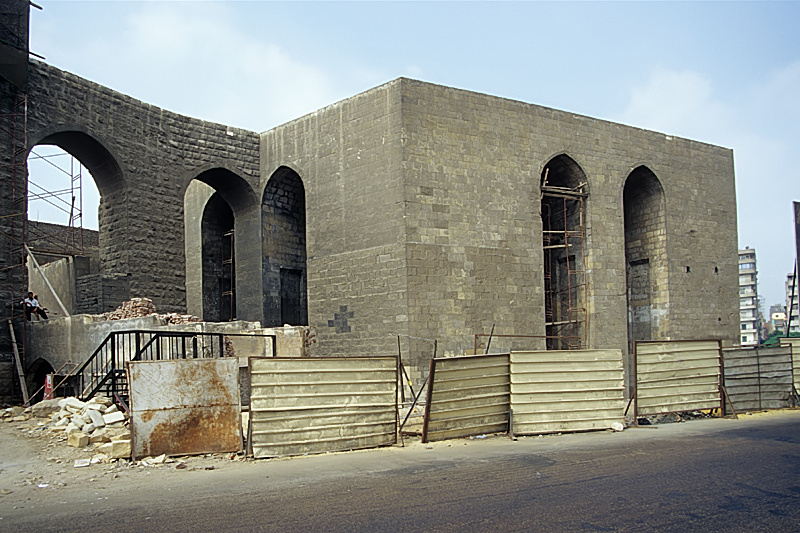
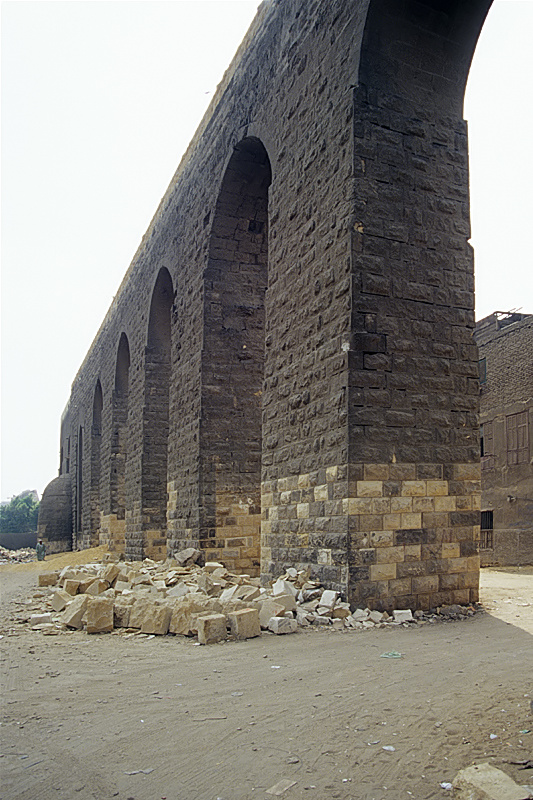
مجرى العيون ودار السواقي السبعة
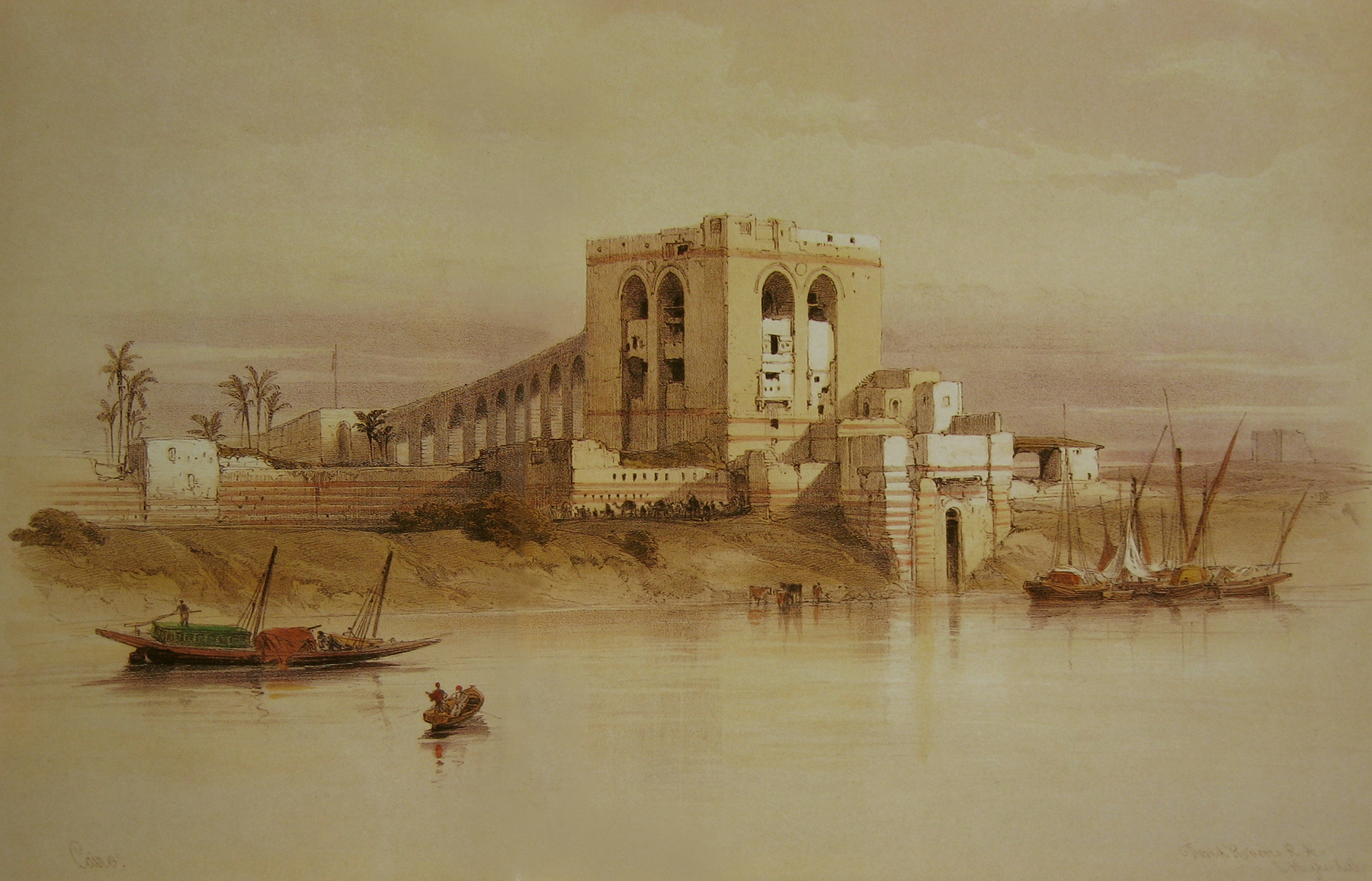